# Laura Miller (Fußballspielerin)
Laura Sue Miller (* 7. Dezember 2001) ist eine luxemburgische Fußballspielerin.

## Karriere

### Verein
Bis 2016 spielte Laura Miller in den Jugendmannschaften des FC UNA Strassen und ging dann zu Jeunesse Junglinster in die Dames Ligue 1. Dort gewann sie in der Saison 2017/18 das Double aus Meisterschaft und Pokal. Im Alter von 16 Jahren wechselte Miller im Sommer 2018 zu den Juniorinnen des FC Metz nach Frankreich. Dort blieb sie zwei Jahre und ging dann weiter zum HSC Montpellier, wo sie für dessen Reservemannschaft in der Dritten Liga zum Einsatz kam. Zur Saison 2021/22 gab dann der belgische Erstligist Standard Lüttich die Verpflichtung der Mittelfeldspielerin bekannt. Im Mai 2023 gewann Miller mit dem Verein den nationalen Pokal, im Finale besiegte man den KRC Genk mit 3:0. Ihren einzigen Treffer in der Super League erzielte Miller am 9. März 2024, als sie den 1:0-Endstand beim SV Zulte Waregem erzielte. Im April 2025 gewann sie zum dann zweiten Mal den belgischen Pokal, im Finale wurde der RSC Anderlecht mit 1:0 bezwungen. Einen Monat später gab dann Bundesliga-Aufsteiger 1. FC Nürnberg die Verpflichtung Millers zur Saison 2025/26 bekannt.

### Nationalmannschaft
Laura Miller kam bisher in 32 A-Länderspielen für Luxemburg zum Einsatz und ist mittlerweile Spielführerin der Auswahl. Ihr Debüt feierte sie am 3. März 2018 im Testspiel gegen Marokko (1:7) in Tanger. Beim 5:0-Erfolg am 16. Februar 2022 gegen Tahiti erzielte sie dann ihren ersten Treffer für die Auswahl.

## Erfolge
- Luxemburgischer Meister: 2018
- Luxemburgischer Pokalsieger: 2018
- Belgischer Pokalsieger: 2023, 2025